# Megalithanlagen von Drumany
Bei den Megalithanlagen von Drumany handelt es sich um ein Portal Tomb und ein Wedge Tomb. Sie liegen im Townland Drumany (irisch Droim Eanaigh) 150 m südlich des Lough Nacarriga (Loch na Carraige; See des Felsens) zwischen Ballinamore  und Keshcarrigan im County Leitrim in Irland. Sie sind beide auch als Giants Grave bekannt.

## Das Portal Tomb
Lage: 54° 2′ 14,7″ N, 7° 53′ 21,7″ W
Als Portal Tombs werden in Irland und Großbritannien Megalithanlagen bezeichnet, bei denen zwei gleich hohe, aufrecht stehende Steine mit einem Türstein dazwischen, die Vorderseite einer Kammer bilden, die mit einem zum Teil gewaltigen Deckstein bedeckt ist.
Das etwas zugewachsene Portal Tomb liegt auf einem Drumlin in einer hügeligen Landschaft. Das gut erhaltene Denkmal besteht aus einer etwa 2,15 m hohen Kammer von etwa 2,4 m Länge und 1,95 m Breite, bedeckt von einem einzigen zerbrochenen Deckstein, der noch auf den Portalsteinen ruht, die einen Türstein flankieren. Der etwas verlagerte Deckstein war etwa 1,8 m lang, 2,2 m breit und 0,3 m dick.
Die Portalsteine stehen etwa 0,7 m auseinander und sind etwa 2,0 m hoch. Der nördliche ist etwa 1,2 m breit und 0,6 m dick, während der südliche gespalten und etwa 0,9 m breit und 0,65 m dick ist. Der Türstein ist etwa 1,05 m hoch, 0,7 m breit und 0,3 m dick.
Der Seitenstein der Südseite ist etwa 1,7 m lang, 1,2 m hoch und 0,4 m dick. Der der Nordseite, der sich gegen das Portal stützt, ist etwa 1,8 m lang, 1,65 m hoch und 0,25 m dick. Ein kleiner Stein, der 0,6 × 0,3 m × 0,1 m misst, klemmt zwischen dem südlichen Seitenstein und dem Portal.
Der Endstein ist etwa 1,5 m hoch, 0,75 m breit und 0,2 m stark.

## Das Wedge Tomb
Lage: 54° 2′ 12,8″ N, 7° 53′ 43,5″ W

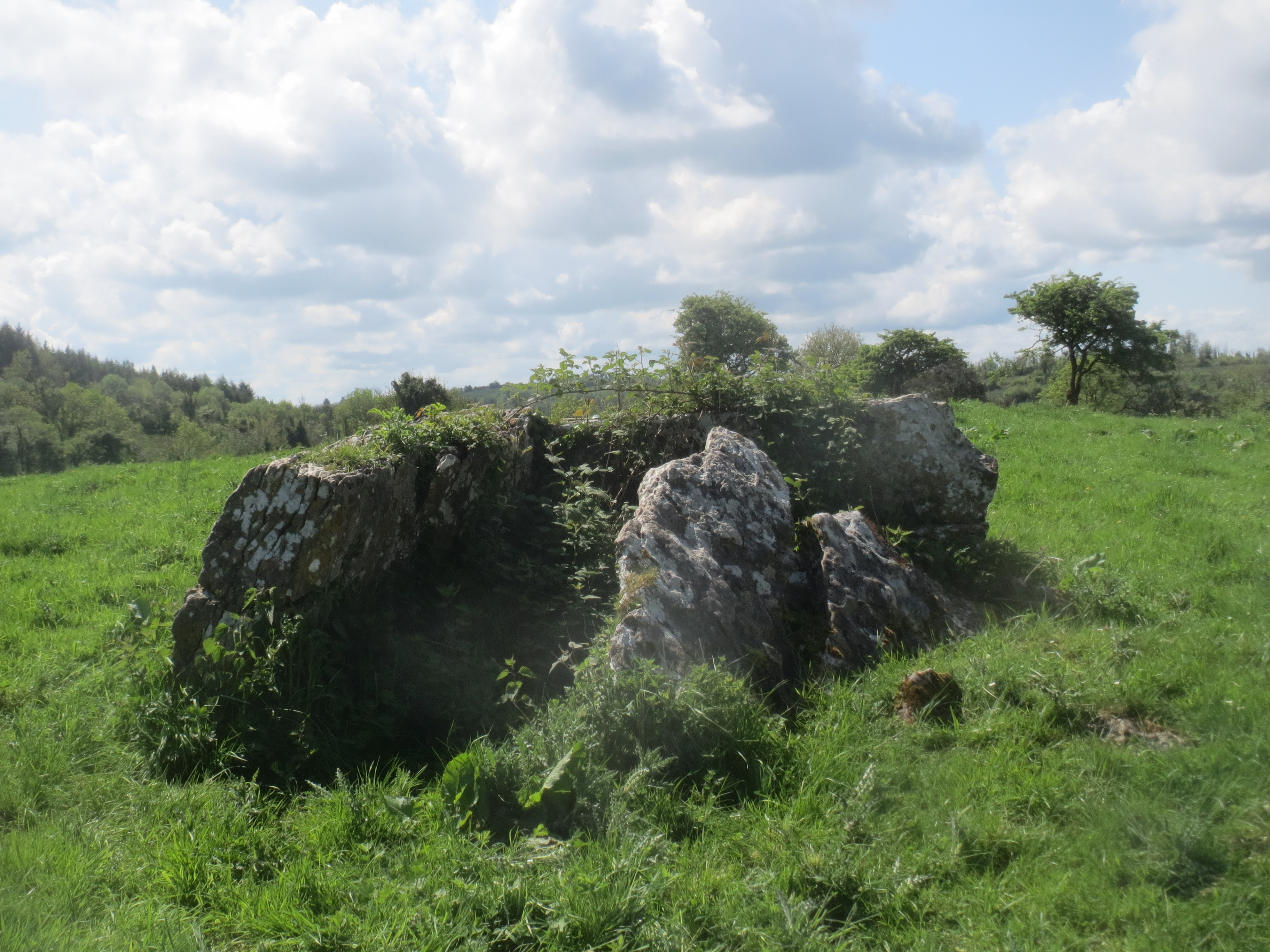
Wedge Tomb von Drumany

Wedge Tombs (deutsch: |„Keilgrab“, früher auch wedge-shaped gallery grave genannt) sind doppelwandige, ganglose, mehrheitlich ungegliederte Megalithanlagen der späten Jungsteinzeit und der frühen Bronzezeit.
Das stark gestörte Wedge Tomb von Drumany liegt etwa 350 m südwestlich entfernt von dem Portal Tomb auf einer Wiese. Drei Orthostaten formen die ausgeprägt keilförmige Kammer. Ein Deckstein ist nicht vorhanden. Die beiden Seitensteine sind nach innen geneigt. Sie sind circa 2,50 m lang, 0,30 m dick und 1,50 m hoch. Der Endstein im Westen hat ähnliche Dimensionen.